# Mesamphiagrion ovigerum
Mesamphiagrion ovigerum – gatunek ważki z rodziny łątkowatych (Coenagrionidae).